# Norske Samers Riksforbund
Norske Samers Riksforbund (nordsamiska: Norgga Sámiid Riikasearvi, lulesamiska: Vuona Sámij Rijkasiebrre, sydsamiska: Nøørjen Saemiej Rijhkesiebrie) är den största samiska intresseorganisationen i Norge och ett av partierna i norska Sametinget. 
Norske Samers Riksforbund är en partipolitisk och religiöst oavhängig nationell organisation med 24 anslutna lokala sameforeninger. 
Organisationen bildades 1968 av bland andra Lars Dunfjeld och medverkande i tillkomsten av Sametinget. Representanter för organisationen har haft ordförandeskapet i Sametinget från dess tillkomst 1989 fram till 2007 samt från 2021. Dessa har varit Ole Henrik Magga från Kautokeino, Sven-Roald Nystø från Tysfjord,   Aili Keskitalo från Kautokeino och Silje Karine Muotka från 
Nesseby.
Mellan 2013 och 2016 styrdes Sametinget av partiet i minoritet med Aili Keskitalo som ordförande.
Åren 2007–2013 och 2016–2017 satt partiet i opposition.